# George Charles de Hevesy
George Charles de Hevesy (madžarsko Hevesy György Károly), madžarski kemik, * 1. avgust 1885, † 5. julij 1966.
Prejel je Nobelovo nagrado za kemijo za leto 1943, za razvoj uporabe izotopov pri sledenju kemičnim procesom. Poleg tega je soodkritelj kemičnega elementa hafnija.